# Ипик-Адад II
Ипик-Адад II — царь (лугаль) Эшнунны, правил приблизительно в 1862 — 1818 годах до н. э.

## Правление
Ипик-Адад II ещё раз (впервые с периода царствования Ильшуилии) принял титул царя (лугаля). В соответствии с древней шумерской традицией, он назвал себя «пастырем черноголовых» и приказал обожествлять себя. 
Ипик-Адад II проводил активную внешнюю политику, надписи называют его «расширителем Эшнунны». Он проник на запад в Рапикум, не позволив тем самым Вавилону расширять свою территорию в северном направлении. Походы совершались также в Ашшур на Тигре, Кабру на равнине в районе Эрбиля и Ашнаккум на берегу реки Хабур.
Расположение этих городов определённо свидетельствует о том, что правитель Эшнунны стремился завоевать всю долину Тигра, Верхнюю Джазиру и предгорья Курдистана, а также создать на берегу Евфрата свой плацдарм. Только таким образом он мог контролировать крупнейшие торговые пути.

## Список датировочных формул Ипик-Адада II
|   | |
| a | Год, когда Ипик-Адад вошёл в дом своего отца (то есть занял его место — стал царём) Greengus, IszЌali 31 n. 40 mu i-pi2-iq-dadad a-na e2 a-bi-szu i-ru-bu |
| b | a Год, когда Ипик-Адад победил Уннина mu di-pi2-iq-dadad da-wi-da-a-am sza a-mi-nim / u2-ni-ne-a-im i-du-uk b Год, когда Ипик-Адад захватили Уннина MARI IV 229 mu i-pi2-iq-dadad u2-ni-ne-a-umki isy-ba-tu |
| c | a Год земли зиккурата Уту (Шамаша) Greengus, IszЌali 34 n. 55 mu sahar zi-qu2-ra-at dutu b Год, когда Ипик-Адад захватил зиккурат в Ишме-Ашшуре OBT IV 55 mu i-na isz-me-da-szur i-pi2-iq-dadad zi-qu2-ra-tam isy-ba-at |
| d | Год, когда Ипик-Адад победил эламитов mu di-pi2-iq-dadad da-wi-da-a-am sza lu2 nim / lu2 elam i-du-ku |
| e | a Год, когда Ипик-Адад захватили Арапхум (Аррапху) MARI IV 229 mu i-pi2-iq-dadad ar-ra-ap-ha-amki isy-ba-tu b Год, когда Ипик-Адад захватили Гасур MARI IV 229, 13 mu di-pi2-iq-dadad ga-surki isy-ba-at |
| f | a Год, когда городская стена Неребтума [была разрушена] Raschid d mu bad3 ne-re-eb-tum b Год, когда Ипик-Адад захватил Неребтум MARI IV 229 17 mu di-pi2-iq-dadad ne2-ri-ib-timki in-dab5 / isy-ba-at |
| h | a Год, когда Ипик-Адад установил великолепный помост под трон из золота в [храм] Сина в Варуме Simmons Z mu giszgu-za ku3-sig17 bara2 mah sza3 den.zu sza warhum.umki di-pi2-iq-dadad u2-sze-lu-u2 b Год, когда Ипик-Адад сделал великолепный помост под трон в [храме] Сина в Тутубе OBT IV formula 29; JCS 14 49 n. 67; Simmons K mu giszgu-za bara2 mah den.zu sza du6-dubki / sza iti.umki / warhum.umki di-pi2-iq-dadad ba-dim2 c Год, когда Ипик-Адад сделал великолепный помост под трон [в храме] Сина Simmons k mu giszgu-za bara2 mah sza3 den.zu di-pi-iq-dadad ba-dim2 |
| i | a Год, когда статуя покрытая золотом и городская стена названная «Шимахату ина пашум» были воздвигнутыGreengus, IszЌali 23 n. 4; OBT IV formula 4 mu alan ku3-sig17 u3 bad3 szi-ma-ha-a-tu i-na pa-szum ba-du3 b Год, когда городская стена названная «Шимахату ина пашум» была построена TIM 4 39 mu bad3 szi-ma-ha-a-tu i-na pa-szum ba-du3 |
| j | Год, когда Ипик-Адад захватили Дур-метуран Greengus, IszЌali 31 n. 40 mu i-pi-iq-dadad bad3-me-tu-ra-an in-dab5 |
| k | Год, когда Ипик-Адад захватил Рапикум, жилище Ниназу Simmons p. 79 sub aa, Bu. 91-5-9. 2515 mu ra-pi2-qumki e2-dnin-a-zu i-pi2-iq-dadad ba-dab5 |
| l | Год, когда сделал [статую] названную «Ипик-Адад [судья] в стране» Greengus, IszЌali 32 n. 43 mu [alan] di-pi2-iq-dadad-kalam-ma-di-[ku5] di-pi-iq-dadad ba-dim2-dim2-ma |
| m | Год, когда князь захватил Халабит (Халеб) Raschid m mu ha-la-bi-itki ru-bu-um isy-ba-tu |
| n | Год, когда Ипик-Адад сделал золотой трон для Нанна Simmons K mu giszgu-za ku3-sig17 dnanna di-pi-iq-dadad ba-dim2 |

| Династия Эшнунны               |                                              |                     |
| Предшественник: Ибаль-пи-Эль I | правитель Эшнунны середина XIX века до н. э. | Преемник: Нарам-Син |